# Autovía A-31
L'autovía A-31, chiamata anche Autovía de Alicante, è un'autostrada gratuita spagnola appartenente alla Rete di Strade dello Stato (Red de Carreteras del Estado) che unisce Atalaya del Cañavate ad Alicante via Albacete. Misura 239 km.
Si tratta di un'autostrada molto trafficata nel periodo estivo in quanto collega il centro della penisola (e Madrid) con la costa mediterranea.
Inoltre, nel tratto tra Caudete ed Alicante, insieme all'A-7, all'A-35 ed alla N-344, rappresenta un'alternativa gratuita all'autostrada a pagamento AP-7 tra Valencia ed Alicante avendo i due tragitti un chilometraggio e tempi di percorrenza simili

## Storia
L'autostrada venne aperta al traffico in quattro fasi tra il 1989 ed il 1992. Assunse la denominazione A-31 nel 2004 in seguito alla riforma della classificazione delle strade voluta dal governo Aznar II.

## Percorso
L'A-31 inizia il suo percorso ad Atalaya del Cañavate (Cuenca) dallo svincolo dell'A-3 (Madrid-Valencia) e dell'A-43 con direzione Ciudad Real. Raggiunge Albacete al km 69 ed entra nella Comunità Valenciana al km 170. Termina il suo percorso ad Alicante al km 239 raggiungendo la città da est.
Lungo il percorso incrocia:
- km 0: A-3 Autovía del Este per Madrid o Valencia;
- km 0: A-43 Autovía Extremadura - Comunidad Valenciana per Ciudad Real e Mérida;
- km 31: AP-36 Autopista Madrid - Levante per Madrid;
- km 80: A-30 Autovía de Murcia per Murcia e Cartagena;
- km 148: N-330 per Teruel e Saragozza;
- km 155: A-35 per Xàtiva;
- km 171: N-344 / A-33 per Murcia;
- km 223: A-7 per Valencia, Barcellona o l'Andalusia;
- km 235: A-70 / Autopista AP-7 per Valencia, Barcellona o Almería.

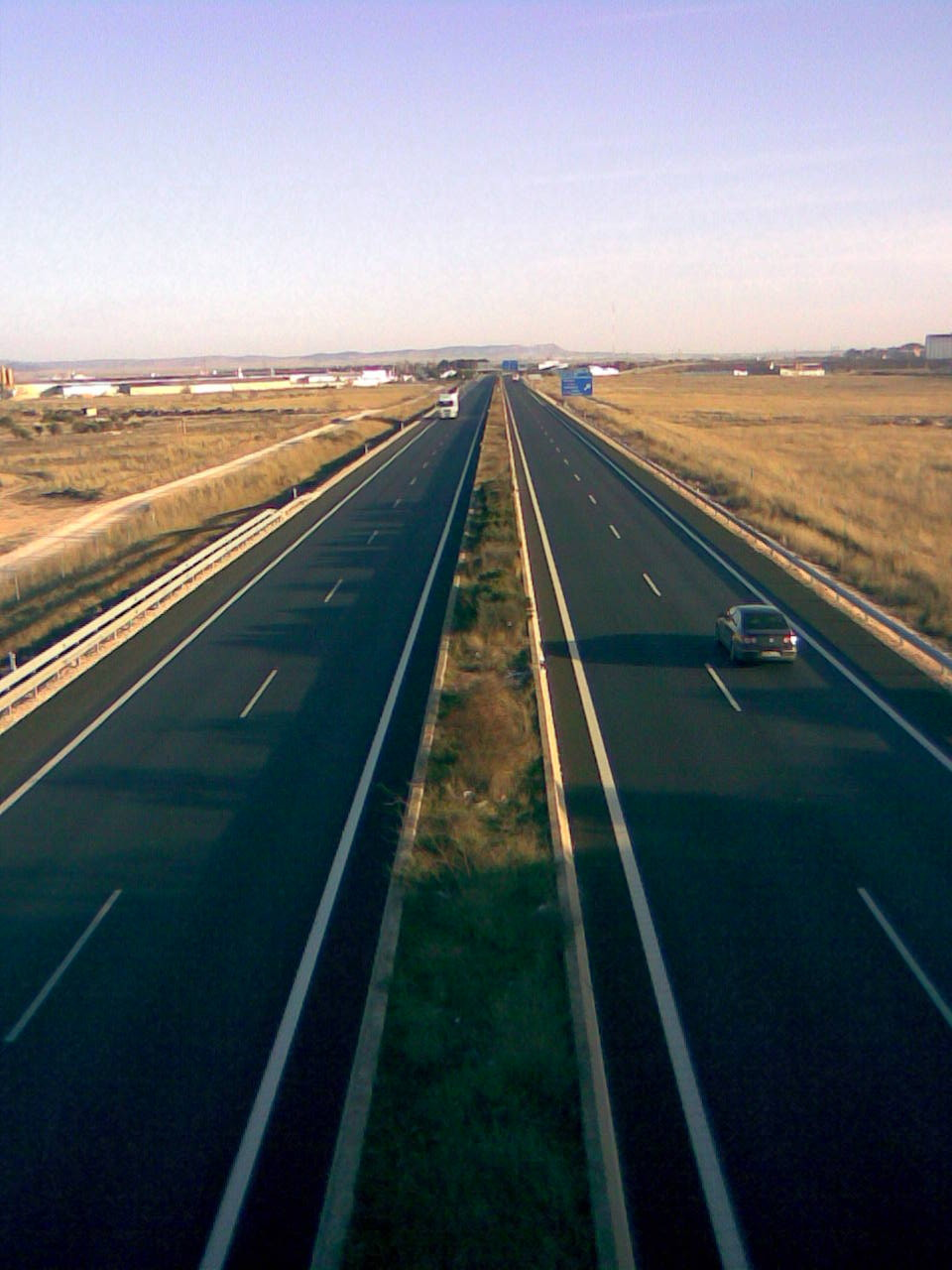
L'A-31 nei pressi di Albacete